# Куліш (страва)

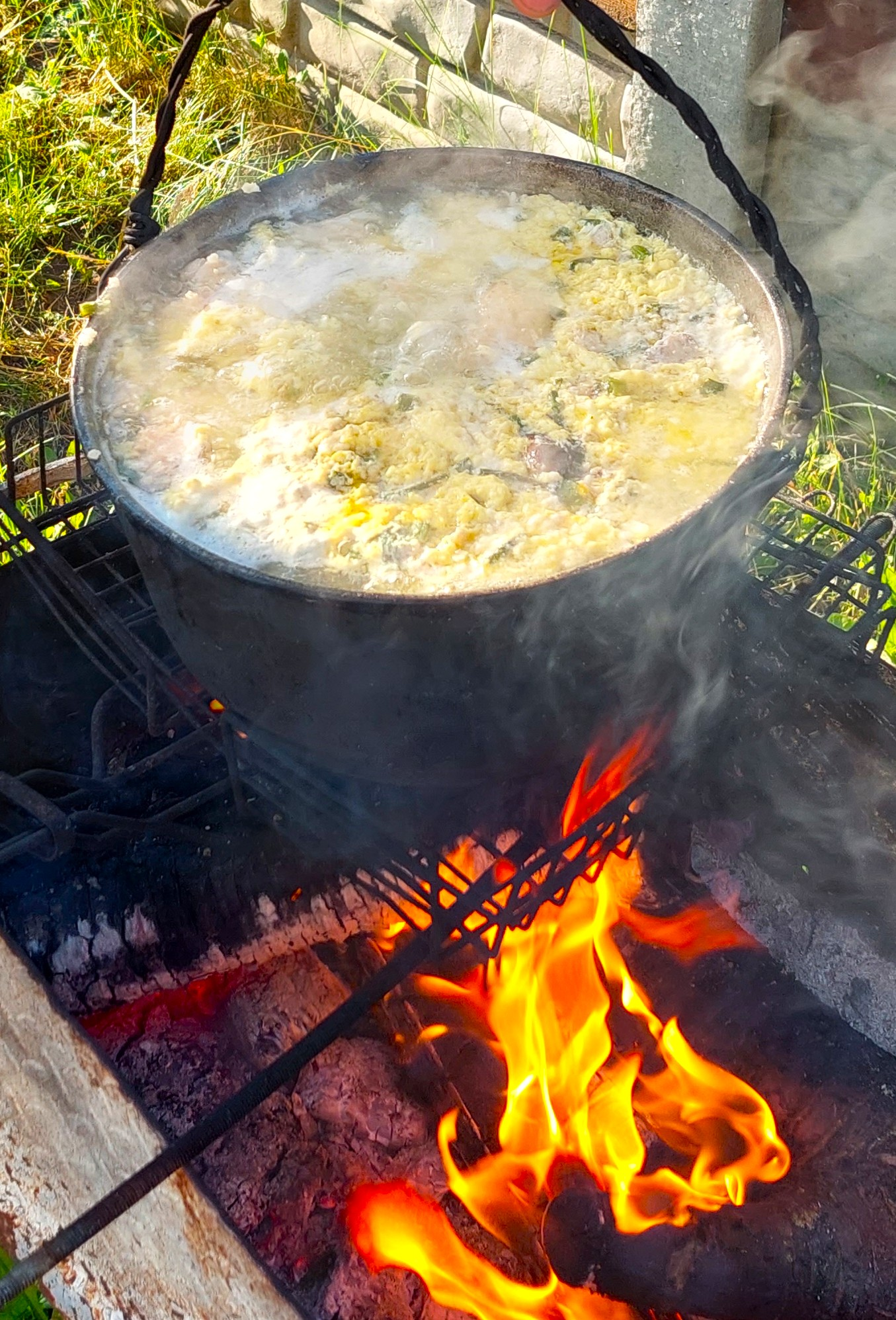
Куліш у казані

Кулі́ш, кулеба — страва білоруської та української кухонь:
- у білоруській кухні — каша з борошна із салом;
- в українській кухні — пшоняна страва на м'ясній юшці або на воді, яку затирають салом із цибулею і часником.[3][4]

Куліш за способом приготування схожий на крупник, але готується переважно з пшона. Куліш легко готувати в домашніх і польових умовах. Готували його і чумаки в далекій дорозі. Звідси й інша його назва — польова каша.

## Історична довідка
Козаки щодня варили куліш під час військових походів. Після ліквідації Запорізького козацтва козаки розселилися на широкій території України, Росії. Рецепти козацької кухні передавалися з покоління в покоління, видозмінювалися, і сьогодні існує безліч варіантів приготування кулешу.
Промите пшоно засипали в казан з киплячою водою, для смаку додавали одну-дві картоплини, сіль, коріння, по можливості зелень. Готовий куліш затирали салом із цибулею й часником. Особливо смачним куліш був із салом, шматком м'яса (навіть солонини) або рибиною. Готовим куліш уважався тоді, коли пшоно розварювалося повністю й утворювалася кашоподібна маса. Куліш готували переважно з пшоном, траплялося, що подекуди варили й гречаний (деякі райони Чернігівщини, Полтавщини), кукурудзяний (південне Поділля). Іноді на правобережному Поліссі пшоняний куліш варили на молоці (молочний куліш), сироватці (сироватковий куліш) і на маслянці.
У польових умовах куліш готували на обід, а вдома, зазвичай, на вечерю. Він і зараз є однією з улюблених народних страв.[джерело?]
Росіянин Петро Федоров у своїй книзі «Соловки» (1889) так описує куліш у білорусів Могильовської губернії:
«Куліш»: у кип'ячену воду повільно сиплеться пшеничне борошно (у бідняків — з домішками ячмінного), поки не вийде досить густа маса, в яку кладуть нарізане на дрібні шматочки сало, шматок свинини чи ковбасу.

## Вимоги до якості кулешів
- Практично готовий куліш Бульйон трохи каламутний.
- Часточки жиру на поверхні жовтого кольору.
- Овочі, гриби, печінка нарізані кубиками.
- Пшоно розварене.
- Консистенція продуктів м'яка.
- Смак і запах відповідають тим продуктам, що входять до складу кулешу.[джерело?]